# Bitwa w dolinie rzeki Morawy
Bitwa w dolinie rzeki Morawy – starcie zbrojne, które miało miejsce latem 285 roku między wojskami Dioklecjana i cesarza Karynusa. 
W roku 284 wschodnie prowincje Cesarstwa znalazły się pod panowaniem Dioklecjana, który zastąpił jednego z synów cesarza Karusa – Numeriana. Brat Numeriana Karynus tymczasem rządził na zachodzie. W roku 285 Karynus w ciężkiej kampanii pokonał uzurpatora Juliana Sabinusa, ściągając wojska z Galii i Hiszpanii oraz gwardię pretoriańską. Następnie skierował się przeciwko wojskom Dioklecjana, który na czele 40 000 ludzi przedostał się do Tracji. Po zajęciu Naissus w dolinie rzeki Morawy (starożytna Margus), Dioklecjan stoczył kilka potyczek z siłami Karynusa, które wycofały się do Sirmium.
Decydujące starcie miało miejsce przy ujściu Morawy do Dunaju. Początek bitwy należał do Karynusa, którego wojska uzyskały przewagę. Cesarzowi nie dane było jednak odnieść zwycięstwa, gdyż w trakcie bitwy został zamordowany przez spiskowców wywodzących się z jego dowództwa (którym słynący z rozwiązłości Karynus miał rzekomo uwieść żony). Śmierć Karynusa zakończyła wojnę domową.